# Газон (улица)
Газо́н — улица на Софийской стороне Великого Новгорода.
Начинается от Софийской площади и проходит в северо-восточном направлении до перекрёстка с улицами Розважа и Большой Санкт-Петербургской. Протяжённость — 300 м.

## История
Газон — одна из центральных городских улиц. Сформировалась в конце XVIII века в результате перепланировки Новгорода. В 1919 году была переименована в улицу Горького. Решением Новгорсовета народных депутатов от 12 сентября 1991 года прежнее название было восстановлено.
Улица застроена по одной (нечётной) стороне жилыми домами сталинской постройки. Чётная сторона примыкает к Кремлёвскому парку и имеет единственную постройку — одноэтажное здание бывшей женской гимназии (в настоящее время — ресторанный комплекс «Ильмень»). В 1926 году часть территории современного Кремлёвского парка, примыкающая к улице Газон, была занята под спортивное поле профсоюзов, на месте которого в послевоенные годы был построен стадион «Динамо». В 1959 году он был разобран, а освободившаяся территория была включена в парковую зону. В настоящее время в этом месте напротив улицы Новолучанской стоит памятник С. В. Рахманинову.